# Поломка (Мурашинський район)
Поло́мка (рос. Поломка) — присілок у складі Мурашинського району Кіровської області, Росія. Входить до складу Мурашинського сільського поселення.
Населення становить 1 особа (2010, 8 у 2002).
Національний склад станом на 2002 рік — росіяни 100 %.